# Los Jardines

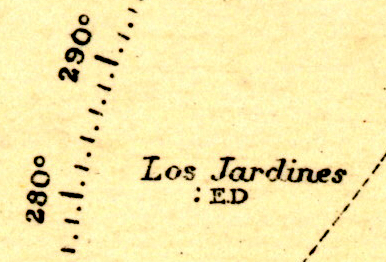
Los Jardines, sur une carte marine britannique de 1886 avec la mention ED : existence douteuse

Los Jardines (en français : Les Jardins) aussi appelé Los Buenos Jardinos, Les Jardins, The Gardens ou île Marshall est un archipel d'îles fantômes du Pacifique Nord. Dans la nombreuse liste des îles fantômes de cette région, les Jardines ont une histoire à part. Découvertes dès le début du XVIe siècle par les premiers explorateurs espagnols du Pacifique autour du 9° degré de latitude nord, elles correspondent alors vraisemblablement à des îles des Carolines ou des Marshall. Elles seront ensuite positionnées sur les cartes vers le 20° N à partir du début du XVIIIe siècle, puis seront « redécouvertes » en 1788 par John Marshall pour rester dans certaines tables marines jusqu'en 1973. Ces îles fantômes à l'histoire complexe ont eu une durée de vie de 446 ans avant d'être définitivement considérées comme inexistantes.

## Historique

### Les premièresJardinesau 10° N

#### Expédition de Saavedra

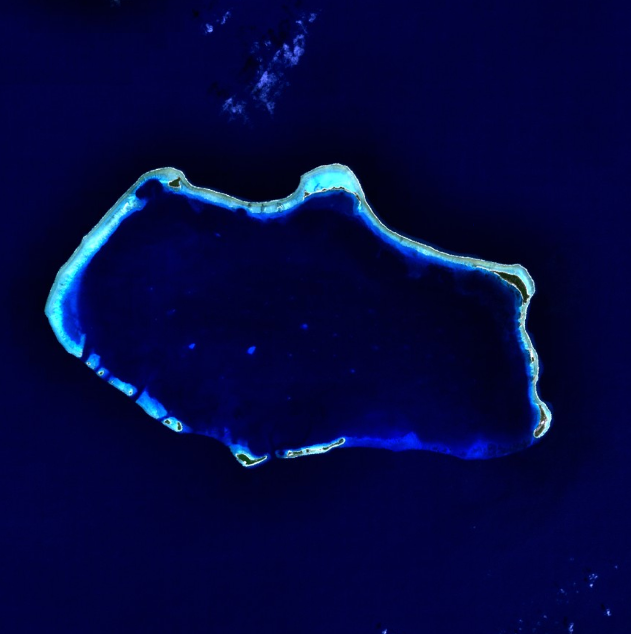
L'atoll de Bikini, une localisation possible pour Los Buenos Jardines découvertes par Saavedra

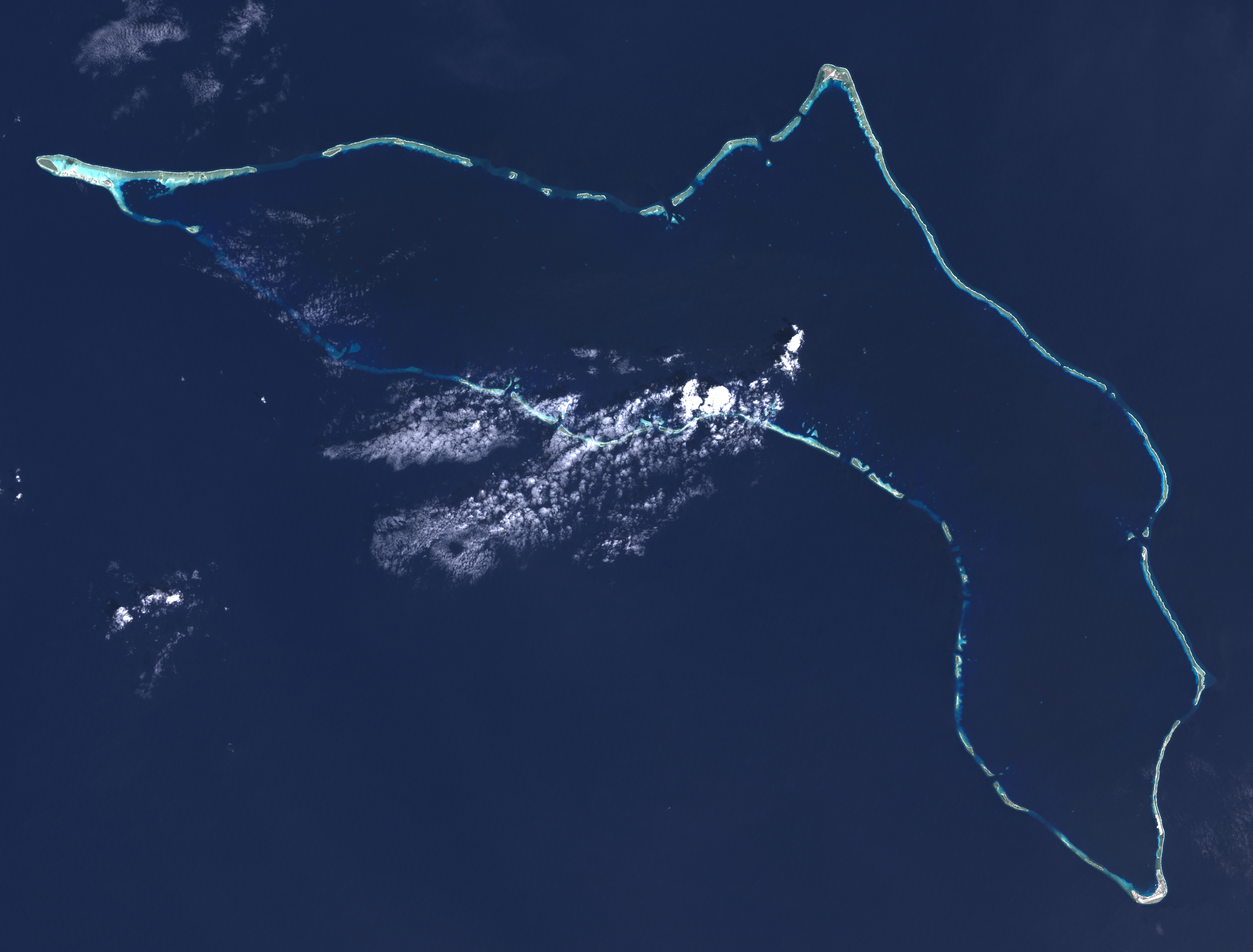
L'atoll de Kwajalein, une autre localisation possible Los Jardines découvertes par Villalobos

Le 31 octobre 1527, par ordre d'Hernan Cortès, Álvaro de Saavedra est envoyé depuis le Mexique pour explorer le Pacifique et en particulier les Moluques. Il franchit l'océan, longe la Nouvelle-Guinée et atteint les Moluques le 3 octobre 1528. Tentant de retourner au Mexique, il meurt dans un naufrage en 1529 sur les côtes de la Nouvelle-Guinée. Auparavant, il découvre plusieurs îles, en particulier Los Pintados, puis un petit archipel autour du 10° de latitude nord où il est si bien accueilli par les autochtones qu'il nomme ces îles Los Buenos Jardines,,,. Saavedra ira s'entretenir avec le chef de l'île dans sa hutte. L'équipage restera 8 jours environ sur l'île et embarquera 2000 noix de coco avant de repartir.
Dans son analyse de la navigation de Saavedra, Burney estime la latitude des îles entre 10 et 12°, et la longitude à environ 174° O de Greenwich (11° N, 174° O, c'est aussi ces coordonnées qu'il assigne aux Jardines sur la carte en tête de son ouvrage. Freycinet identifie Los Buenos Jardines de Saavedra au nord de la chaîne de Ratak, un archipel des îles Marshall. Pour Henry Stommel, l'île serait plutôt situé dans les Îles Carolines et pourrait correspondre à l'atoll de Namonuito. Hezel en 1994 propose plutôt Eniwetok ou Bikini.

#### Expédition de Villalobos
Le 1er novembre 1542, le navigateur espagnol Ruy López de Villalobos est envoyé par vice-roi du Mexique, Antonio de Mendoza, pour reconnaître les terres situées à l'ouest de l'Amérique. Il quitte la côte du Mexique et traverse l'Océan Pacifique jusqu'au Philippines qu'il nommera en l'honneur de l'infant d'Espagne, futur roi Philippe II. Il découvrira et nommera de nombreuses îles durant la traversée. Villalobos est ensuite arrêté par les Portugais et meurt en prison. C'est sur les récits de son pilote Juan Gaetano que les détails de la traversée sont connus. Ils seront rassemblés et édités par Giovanni Battista Ramusio. Le 26 décembre 1542, ils accostent une île autour du 10° de latitude nord qu'ils pensent être celle de Los Reyes (les Rois) décrites par Álvaro de Saavedra 14 ans plus tôt. Continuant à l'ouest mais restant approximativement sur la même latitude, ils croisent 20 lieues plus loin (environ 80 km) d'autres groupes d'îles qu'ils nomment Corales (Corail), puis le lendemain (6 janvier 1543) et 50 lieues plus à l'ouest (environ 200 km) un groupe d'îles verdoyantes qu'ils pensent être les mêmes îles Buenos Jardines décrites par Saavedra. Gaetano les nomment plus simplement Los Jardines (li Giardini en italien dans l'ouvrage de Ramusio). Ils n'accostent pas, et continuent leurs chemins de 30 lieues supplémentaires à l'ouest (environ 200 km), toujours vers 9 à 10° de latitude en croisant une petite île baptisée Los Matelotas puis un groupe d'îles habitées Los Arrecifos (Les Récifs),.
Au milieu du XVIe siècle, António Galvão identifie les Jardines de Villalobos aux îles Mariannes. Pour Sharp qui tente de retrouver le parcours des navires, Los Matelotas est certainement Fais et Los Arrecifos Yap. Les trois groupes d'îles précédents sont probablement les îles de l'archipel des Marshall : Wotje pour Los Reyes, Kwajalein pour Los Corales et  Los Jardines doivent correspondre à l'atoll d'Ujelang ou à celui de Kwajalein.

#### Expédition de Legazpi

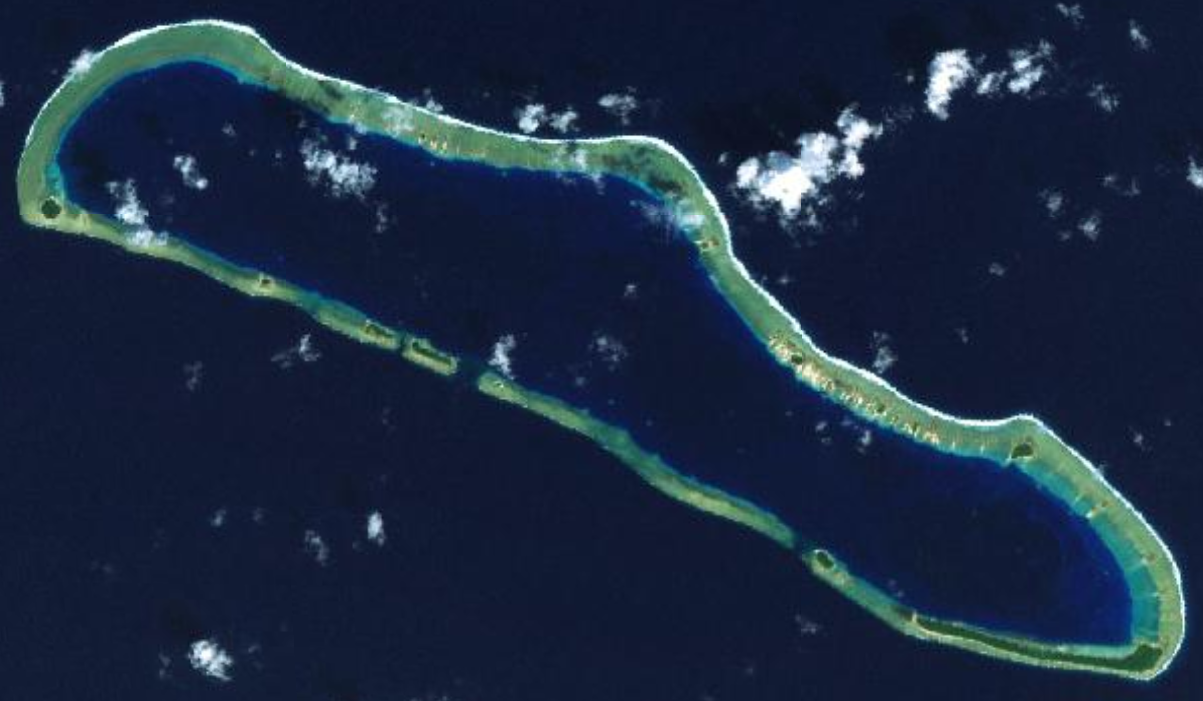
L'atoll d'Ujelang, une localisation possible pour Los Jardines de Legazpi

Le 12 janvier 1565, l'expédition de Miguel López de Legazpi atteint une île qu'ils identifient aux Corales. Trois jours plus tard, le 15 janvier 1565, l'explorateur atteint une série d'îlots, toujours autour de 10° de latitude nord où il ne distingue aucune habitation. D'après Andrés de Urdaneta qui fait partie de l'expédition, il s'agirait des Jardines de Villalobos. 
Pour Sharp, les Jardines de Legazpi doit être l'atoll d'Ujelang (et les Corales, l'atoll de Wotho).

### Changement de latitude, lesJardinesau 20° N
Un phénomène toujours inexpliqué affecte la localisation des Jardines au début du XVIIIe siècle : les îles se retrouvent soudain déplacées d'une dizaine de degrés de latitude vers le nord, passant d'environ 9° N à 20° N,. Ce changement de latitude apparaît sur la carte de l'amiral Anson en 1749, établie par l'aumônier du navire, le révérend Richard Walker à partir d'une carte espagnole trouvée lors de la capture du Galion de Manille, le Nuestra Señora de Covadonga en 1743. La carte espagnole originale étant perdue, il avait été envisagé une erreur de positionnement des Jardines sur une copie fautive. Mais cette hypothèse ne tient pas car les tables de navigation de l'espagnol Cabrera Bueno datant de 1734 positionnent déjà les îles au-delà du 20° de latitude nord. D'autre part, Stommel mentionne une carte dessinée probablement à Manille entre 1716 et 1722 qui aurait été acquise par Carl Gustaf Ekeberg lors de ses voyages en Asie et l'aurait donné à Carl von Linné. Elle est actuellement conservée à la bibliothèque de l'Université de Stockholm. Les Jardines y sont dessinées à environ 23°,. La modification de latitude remonte donc aux premières années du XVIIIe siècle, et semble venir des géographes et navigateurs espagnols, sans que l'on puisse en savoir plus sur les motifs de ce changement, contradictoire avec tous les témoignages des navigateurs et les cartes antérieures.
Dans ses commentaires parus en 1797 sur les notes du voyage de La Pérouse, Louis Marie de Milet de Mureau s'étend longuement sur cette différence de latitude. Il envisage, avant le l'éliminer, l'hypothèse d'une volonté par la cour d'Espagne de donner des mauvaises informations. Il retient plutôt l'erreur de chiffres de Gaetano, ce qui lui permet d'identifier les Jardines aux îles Sandwich, c'est-à-dire Hawaii, effectivement situé au 21° N.

### La «redécouverte» de Marshall

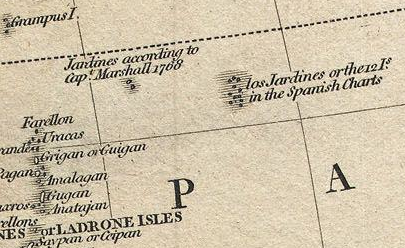
Deux localisation des îles fantômes Los Jardines sur une carte britannique de 1806.

Lors de son expédition, Jean-François de La Pérouse possède une carte anglaise et une autre espagnole qui indiquent les Jardines. Il tente de les apercevoir mais ne les trouve pas. Il affirme qu'il n'y a aucune terre dans ces parages et conclut en une erreur de longitude. Depuis plusieurs décennies et surtout depuis le changement de latitude, aucun navigateur n'a signalé l'archipel, et les îles allaient probablement être rayées des cartes avant l'arrivée de Marshall.
En 1787, le capitaine John Marshall commande le Scarborough (en), un navire de la First Fleet qui transporte les premiers condamnés britanniques à être exilés dans la colonie pénitentiaire d'Australie. Le voyage est difficile et l'équipage évite de peu une mutinerie. Le convoi arrive à Port Jackson le 26 janvier 1788. Après le débarquement des condamnés, Marshall s'entend avec Thomas Gilbert qui commande la Charlotte (en) pour aller à Canton et charger une cargaison de thé avant de rentrer en Angleterre. Sur le chemin, les deux capitaines décident de chercher les îles Jardines. Ils en ont peut-être entendus parler par l'équipage de La Pérouse car le hasard fit réunir les deux flottes au même moment à Botany Bay. Après avoir quitté Port Jackson, les deux capitaines mettent le cap vers le nord-est pour éviter les nombreux dangers de la route directe vers Canton. Ils réussissent à naviguer ensemble tout au long du voyage, se rendant souvent visite dans leurs bateaux. En juin, leur route leur fait découvrir les Gilbert, et les Marshall à qui ils donnent leur nom et établissent des contacts avec leurs habitants. À la mi-juillet, les deux navires atteignent le 22° degré de latitude nord, environ 22° N. Ils font alors cap au sud-ouest pour atteindre Canton, et doivent passer près de la position cartographiée des Jardines. Une halte à terre serait bienvenue, d'autant que le frère de Marshall souffre d'une crise aiguë de scorbut. Le 18 juillet 1788, les navires passent au plus près des coordonnées des Jardines. Le capitaine Gilbert apporte sa pharmacie au Scarborough, mais le frère du capitaine Marshall vient d'expirer. Ils changent alors de route et reprennent leur cap sur Canton.
La question est de savoir si les deux navires ont vu les Jardines. C'est cette version qui est retenue et diffusée dès leur retour, notamment en France dès 1797, puis rapportée pendant la plupart du XIXe siècle. Les cartographes positionnent à nouveau avec confiance les îles Jardines tout au long du XIXe siècle et de la première moitié du XXe siècle, forts des découvertes antérieures des deux capitaines dans cette zone mal connue. La région reste en effet peu visitée ; Louis de Grandpré (qui francise le nom des îles en « Les Jardins ») leur attribue ce commentaire savoureux : « Nous ne connoissons aucuns motifs qui puissent engager les marins à naviguer au milieu de cet Archipel; ceux qui pourroient y être conduits par de nouvelles découvertes feront bien d'y naviguer avec la plus extrême précaution, car tout ce parage n'est pas connu. ».
Après relecture des journaux de bord de chacun des deux navires, Stommel affirme qu'en fait, les deux navigateurs n'ont pas signalé avoir atteint les îles et que leur "redécouverte" vient en fait de la mauvaise interprétation par les géographes du changement brutal de cap du convoi après la mort du frère du capitaine Marshall.

### Longue existence avant leur disparition
Peu de temps après le voyage de Marshall, un baleinier aurait rapporté avoir lui aussi repéré des îles dans une position proche, vers 20° 50′ N, 151° 40′ E. L'information viendrait du chef de port d'Honolulu qui rapporte qu'un capitaine de baleinier aurait affirmé y avoir accosté et n'y avoir trouvé que peu d'intérêt. Cette observation sans nom ni date semble peu fiable mais elle est pourtant relayée dans un guide officiel américain de 1871 recensant les dangers pour la navigation dans le Pacifique. 
Malgré ces deux signalements, la confiance des géographes en la position puis l'existence des Jardines va lentement s'éroder au cours du XIXe siècle. Très tôt va s'affirmer l'idée que les Jardines de Marshall ne sont sans doute pas les mêmes îles signalées par les marins espagnols du XVIe siècle. Une carte anglaise d'Asie et d'Océanie de 1806 montre deux positions pour les Jardines. Dans sa carte du Pacifique en 1814, Aaron Arrowsmith dessine les îles avec comme mention « Jardines selon le Scarborough 1788 (Jardines according to the Scarborough 1788) »,. Surtout, aucun autre signalement ne vient réactiver l'existence des îles alors que plusieurs navires croisent dans les parages sans apercevoir de terre. Pourtant, leur position aurait été d'un certain intérêt lors des grandes traversées océaniques. Des expéditions infructueuses auraient eu lieu avant 1875 pour retrouver ces îles.
Dans les cartes de la fin du XIXe siècle, les îles vont se voir affublées d'un point d'interrogation, puis de la mention E.D. (existence douteuse) dans les cartes marines. Dès 1888, le célèbre guide navigation américain Bowditch's American Practical Navigator a supprimé l'archipel alors qu'il était toujours présent dans l'édition de 1880.
Lors d'une mission de sondage en 1933 puis en 1939, le navire Ramapo identifia deux petits sommets sous-marins distants d'environ 8 milles, se détachant sur le fond océanique et proche de la position supposée des îles. Mais les reliefs restent immergés à 2 000 m sous la surface, ce qui semble exclure toute disparition des îles par catastrophe naturelle. La position donnée par Marshall est en fait à plus de 350 km de toute terre émergée.
En 1973, l'Organisation hydrographique internationale retire définitivement les îles Jardines de ses cartes, 446 ans après leur premier signalement,.

## Évolution de la localisations des îles
Les diverses localisations proposées de l'île sont visualisables sur la carte OpenStreetMap ci-contre.

### Dans les tables nautiques et géographiques
Série de tables nautiques et géographiques contenant une mention des îles Jardines avec leur localisation, présentées par ordre chronologique :
| Date | Référence | Note                                                                                                   | Correction par méridien utilisé       | Coordonnées                                      |
| ---- | --- | --- | ------------------------------------- | ------------------------------------------------ |
| 1734 | Cabrera Bueno, Navegacion especulativa, y practica                                                                          | Los Jardines : 20° 12′ N, 25° 54′ E                                                                    | méridien du Détroit de San-Bernardino | de 20° 12′ N, 150° 06′ E                         |
| 1762 | tables de l'amiral George Anson (1697-1762), citées par Burney, A chronological history of the discoveries in the South Sea | Los Jardines : latitude de 20° 12′ N à 21° 48′ N, longitude de 26° à 28° 45′ E                         | méridien du Détroit de San-Bernardino | de 20° 12′ N, 150° 12′ E à 21° 48′ N, 152° 57′ E |
| 1820 | Louis de Grandpré, Dictionnaire universel de géographie maritime                                                            | Les Jardins : « La pointe du N de ce petit groupe est par 19° 30′ N, et par 150° 52′ à l'E de Paris. » | Méridien de Paris                     | 19° 30′ N, 153° 12′ E                            |
| 1820 | P. Ducom, Cours d'observations nautiques                                                                                    | Les Jardins : 21° 35′ 00″ N, 149° 09′ 45″ E                                                            | Méridien de Paris                     | 21° 35′ N, 151° 30′ E                            |
| 1826 | Bowditch's American Practical Navigator                                                                                     | Jardines                                                                                               | Méridien de Greenwich                 | 21° 35′ N, 151° 30′ E                            |
| 1828 | Philippe Jean Coulier, Tables des principales positions géonomiques du globe                                                | Ilots les Jardins : 21° 35′ 00″ N, 149° 09′ 45″ E                                                      | Méridien de Paris                     | 21° 35′ N, 151° 30′ E                            |
| 1860 | John Dower, A New general atlas of modern geography                                                                         | Jardines                                                                                               | Méridien de Greenwich                 | 21° 30′ N, 151° 30′ E                            |
| 1880 | Bowditch's American Practical Navigator mais les îles n'apparaissent plus dans l'édition de 1888                            | Jardines                                                                                               | Méridien de Greenwich                 | 21° 40′ N, 151° 30′ E                            |

### Cartographie
Série de cartes contenant une mention des îles Jardines avec leur localisation, présentées par ordre chronologique :
| Date      | mention des îles                                                                           | Carte | Image ou référence et lien | Coordonnées approximative des îles                                                             |
| --------- | ------------------------------------------------------------------------------------------ | --- | --- | ---------------------------------------------------------------------------------------------- |
| 1570      | Los Iardinos                                                                               | Typus orbis terrarum : carte en latin d'Abraham Ortelius | | 9° N, 155° E                                                                                   |
| 1572      | Los Iardinos                                                                               | Asia : carte en latin d'Abraham Ortelius | | 12° N, 143° E                                                                                  |
| 1587      | Los iardines                                                                               | Orbis Terrae Compendiosa Descriptio Quam ex Magna Universali : carte en latin de Rumold Mercator | | 9° N, 156° E                                                                                   |
| 1592      | Los Iordines                                                                               | Insullae Moluccae : carte en latin de Petrus Plancius | | Latitude 6° N                                                                                  |
| 1595      | Los Iardinos                                                                               | Maris Pacifici Quad Vulga Mar del Zur : carte en latin d'Abraham Ortelius | | 11° N, 138° E                                                                                  |
| 1621      | Los Iardinos                                                                               | Nova Totius Orbis Terrarum Descriptio : carte en latin | | 8° N, 149° E                                                                                   |
| 1628      | Los Iardinos                                                                               | Typus Orbis Terrarum : carte en latin | | 6° N, 149° E                                                                                   |
| 1651      | Los Iardinos                                                                               | A New and Accurat Map of the World : carte en anglais | | 8° N, 149° E                                                                                   |
| 1677      | Los Iardines                                                                               | Novissima totius terrarum orbis tabula : carte en latin par Nicolaes Jansz Visscher | | 9° N, 165° E                                                                                   |
| 1686      | Los Iardines                                                                               | Carte universelle du commerce : carte en français par Pierre Du Val | | 11° N, 177° E                                                                                  |
| 1691      | Les Iardins                                                                                | Mappe-monde Geo-Hydrographique : carte en français | | 5° N, 180° E                                                                                   |
| 1699      | Les Iardins                                                                                | Mappe-monde Geo-Hydrographique : carte en français par Alexis-Hubert Jaillot | | 4° N, 175° E                                                                                   |
| 1702      | Los Iardines                                                                               | A New and Correct Map of the World : carte en anglais | | 8° 30′ N, 162° 00′ E                                                                           |
| 1702      | Los Iardines                                                                               | Novus planiglobii terrestris per utrumque polum conspectus : carte en latin | | 8° N, 165° E                                                                                   |
| 1713      | Los Jardines                                                                               | Carte du voyage de M. de Frondat commandant le vaisseau le Saint-Antoine de 1707 à 1711 : carte en français | Jean-Baptiste Nolin, Carte du voyage de M. de Frondat commandant le vaisseau le Saint-Antoine de 1707 à 1711, 1713 (lire en ligne), | 7° 30′ N, 159° 00′ E                                                                           |
| 1716-1720 | Los Jardines                                                                               | Carte espagnole de l'Océan Pacifique nord, dessiné à Manille vers 1716-1720 | Première carte montrant les Jardines vers 23° N voir en ligne :                                                                     | 23° N, 151° E                                                                                  |
| 1719      | Los Jardines                                                                               | A new and correct map of the whole world, shewing ye situation of its principal parts according to the newest and most exact observations carte en anglais par Herman Moll | | 9° N, 161° E                                                                                   |
| 1719      | Los Iardines                                                                               | A new and correct map of the world, laid down according to the newest discoveries, and from the most exact observations. carte en anglais | | 7° 30′ N, 158° 00′ E                                                                           |
| 1748      | Los Jardines                                                                               | Carte Anson, d'après une carte originale espagnole que George Anson obtint après la capture du galion espagnol Nuestra Señora de Covadonga en 1743 | | de 20° N, 150° E à 22° N, 153° E                                                               |
| 1755      | les Jardins                                                                                | Asie, carte en français | | 23° N, 152° E                                                                                  |
| 1756      | Los Jardines                                                                               | Carte reduite des mers comprises entre l'Asie et l'Amerique; apelées par les navigateurs Mer du Sud ou Mer pacifique; pour servir aux vaisseaux du Roi / dressée aux dépost des cartes, plans et journaux de la marine, par ordre de M. le Comte de Maurepas, carte marine en français | | 23° N, 151° E                                                                                  |
| 1784      | the Gardens                                                                                | Asia and its Islands According to d'Anville, carte marine en anglais, d'après Jean-Baptiste Bourguignon d'Anville | | de 20° 30′ N, 151° 00′ E à 22° 00′ N, 153° 00′ E                                               |
| 1786      | Los Jardines                                                                               | Carte « La Pérouse », d'après l'original espagnol montré à Jean-François de La Pérouse en 1786 | voir en ligne : | 20° 30′ N, 155° 00′ E                                                                          |
| 1806      | Jardines according to capt Marshall 1788 et los Jardines or the 12th in the Spanish Charts | A New Map of Asia, From the Latest Authorities, carte en anglais, par John Cary. Carte montrant deux localisations pour les Jardines, une pour les Jardines d'après les Espagnols et une pour le récent signalement de Marshall.                                                       | | Jardines espagnoles : 21° 30′ N, 157° 30′ E, Jardines d'après Marshall : 22° 00′ N, 152° 00′ E |
| 1814      | Jardines according to the Scarborough 1788                                                 | Chart of the Pacific Ocean, carte maritime en anglais, par Aaron Arrowsmith. Carte de référence, souvent citée | voir en ligne : | Jardines espagnoles : 21° 30′ N, 157° 30′ E, Jardines d'après Marshall : 22° 00′ N, 152° 00′ E |
| 1852      | Is Marshall ou Jardines                                                                    | Carte de l'Océanie dressée et dessinée sous la direction de Mr. J. G. Barbié du Bocage., carte en français, par Jean-Denis Barbié du Bocage | | 20° 30′ N, 151° 00′ E                                                                          |
| 1883      | Los Jardines                                                                               | Océania, carte en anglais | | 21° 30′ N, 151° 30′ E                                                                          |
| 1891      | Los Jardines (Marshall) In. ?                                                              | Polynesien und der grosse Ocean (westliches blatt), carte en allemand tiré de l'Atlas de Stielers | | 21° 30′ N, 151° 30′ E                                                                          |
| 1899      | Los Jardins                                                                                | Oceania, carte en anglais | | 21° 30′ N, 151° 30′ E                                                                          |
| 1932      | Los Jardines                                                                               | Oceania, carte en allemand tiré du Meyers Blitz-Lexikon | | 21° 30′ N, 151° 30′ E                                                                          |
| 1943      | Los Jardines                                                                               | Océan Pacifique et ses principaux archipels - Océanie : carte en français | Girard et Barrère (Paris), Océan Pacifique et ses principaux archipels - Océanie, 1943 (lire en ligne)                              | 21° 35′ N, 151° 24′ E                                                                          |
| 1950      | Los Jardines                                                                               | Carte physique - Hémisphère Nord : carte en français | Jean Chardonnet, Atlas international Larousse, politique et économique, Larousse, 1950                                              | 21° N, 153° E                                                                                  |